# 伊東マンショ

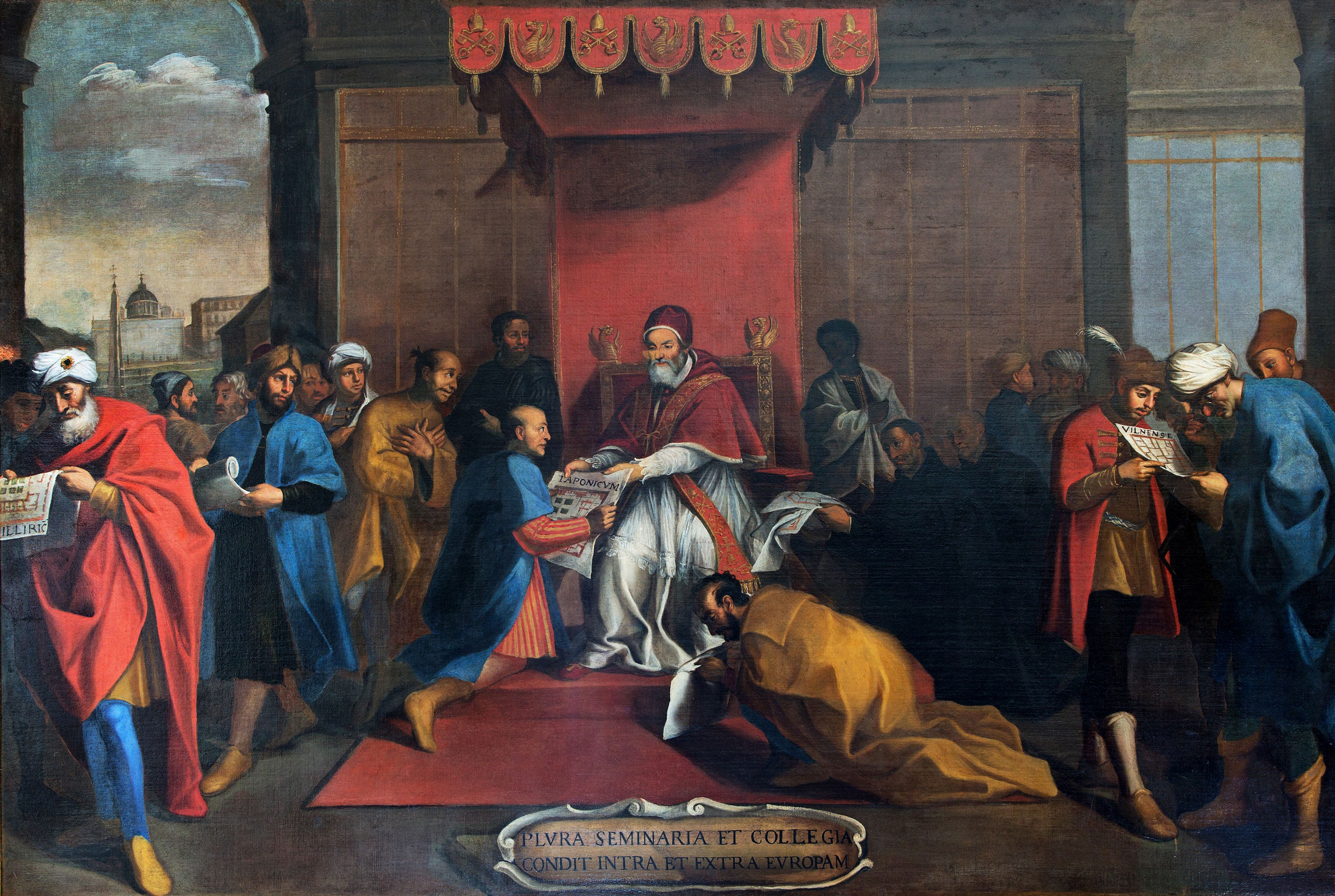
伊東マンショとグレゴリウス13世の謁見の場面

伊東 マンショ（いとう マンショ、Mancio、伊東 満所、永禄12年〈1569年〉? - 慶長17年10月21日〈1612年11月13日〉）は、安土桃山時代から江戸時代初期のキリシタン。天正遣欧少年使節の主席正使、イエズス会員でカトリック教会の司祭。マンショは洗礼名、本名は伊東 祐益（いとう すけます）。

## 生涯
永禄12年（1569年）ごろ、日向国児湯郡（今の宮崎県西都市）の都於郡城にて、伊東祐青と母である伊東義祐の娘（通称「町の上」）の間に生まれた。
伊東氏が島津氏の侵攻により、伊東氏の支城の綾城が落城した際、当時8歳だったマンショは家臣の田中金太郎（のちの刀工・堀川国広）に背負われ無事に豊後国に退去する。同地でキリスト教と出会い、その縁で司祭を志して肥前国有馬庄のセミナリヨに入った。
そのころ、巡察師として日本を訪れたアレッサンドロ・ヴァリニャーノは、キリシタン大名・大村純忠と知り合い、財政難に陥っていた日本の布教事業の立て直しと、次代を担う邦人司祭育成のため、キリシタン大名の名代となる使節をローマに派遣しようと考えた。そこでセミナリヨで学んでいたマンショを含む4人の少年たちに白羽の矢が立てられ、マンショは大友宗麟の名代として選ばれた。これはマンショが宗麟の姪（一条房基子女）の夫である伊東義益の妹の子という遠縁の関係にあったためで、本来は義益の子で宗麟と血縁関係にある伊東祐勝が派遣される予定であったが、当時祐勝は近江国安土（現・近江八幡市安土町）にいて出発に間にあわず、マンショが代役となったという。
天正18年（1590年）、日本に戻ってきたマンショらは翌天正19年（1591年）、聚楽第で豊臣秀吉と謁見した。秀吉は彼らを気に入り、マンショには特に強く仕官を勧めたが、司祭になることを決めていたためそれを断った。その後、司祭になる勉強を続けるべく天草にあった修練院に入り、コレジオに進んで勉学を続けた。文禄2年（1593年）7月25日、他の3人と共にイエズス会に入会した。慶長6年（1601年）には神学の高等課程を学ぶため、マカオのコレジオに移った（この時点で千々石ミゲルは退会）。慶長13年（1608年）には原マルティノ、中浦ジュリアンと司祭に叙階された。
マンショは豊前小倉を拠点に活動していたが、慶長16年（1611年）に領主・細川忠興によって追放され、中津へ移り、さらに追われて長崎へ移った。長崎のコレジオで教えていたが、慶長17年10月21日（1612年11月13日）に病死した。
なお、「大友宗麟の名代として選ばれた」と一般に知られているが、ローマ教皇などに宛てられた宗麟の書状の花押が、古い時代（1564年 - 1572年ごろ）に使用されていたものであったり、署名が当時、宗麟が洗礼名（フランシスコ）を漢音で表した「普蘭師司怙」や、それを略した「府蘭」を用いていたのに対し、他の書状には見られない「不龍獅子虎」という署名を用いており、彼らが携帯していた大友宗麟の書状は偽作である可能性が高く、実際には宗麟は少年団派遣を関知しておらず、有馬氏・大村氏・ヴァリニャーノが主導となって行ったものであり、「大友宗麟の名代」として彼を任命したのは、宗麟本人では無い可能性が高いことが松田毅一の論文などで指摘されている。

## 肖像画

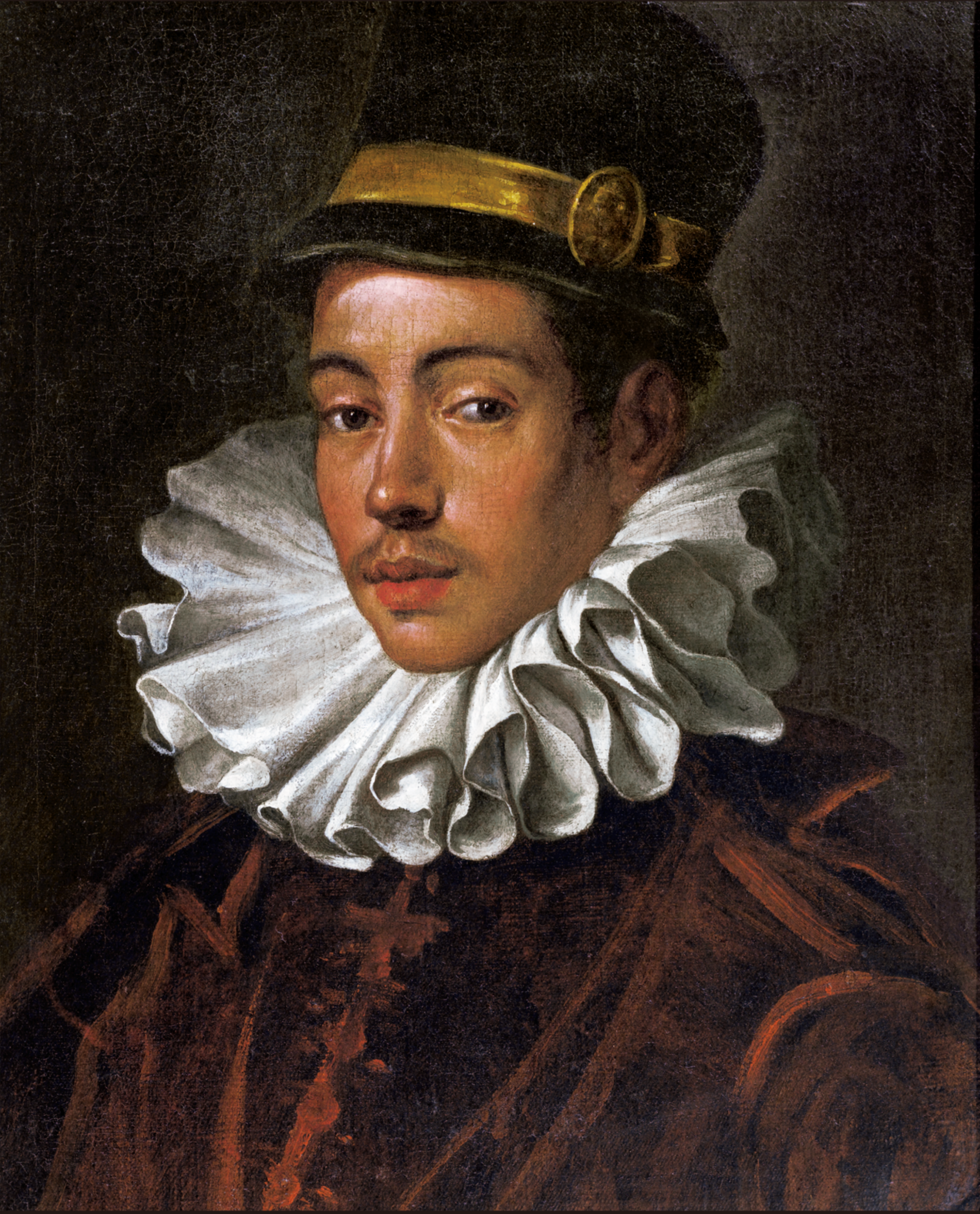
伊東マンショの肖像画

2014年にイタリア北部在住の個人所蔵となっていたそれまで未確認の伊東マンショ像がトリブルツィオ財団によって発見された。その後同財団に所蔵が移り、2016年5月17日-7月10日、東京国立博物館で日本初公開された。なおこの絵はドメニコ・ティントレット（ティントレットの子息）画と推測されている。
この肖像画は、2025年開催の大阪万博イタリア館でも展示された。肖像画に裏側には、「ドン・マンショは日向国王の孫／甥で、豊後国王フランチェスコより教皇陛下への大使、1585年」いう絵の説明が書き込まれている。

## 挿話
遣欧使節の旅の途中で立ち寄ったトスカーナ大公国で舞踏会に使節たちが招かれた時、マンショはトスカーナ大公妃・ビアンカと踊ったという記録もある。

## 関連文献
- 東京大学史料編纂所『天正遣歐使節關係史料Ⅰ』（覆刻）東京大学出版会〈大日本史料 第11編別巻〉、1974年。ISBN 4130905414。 NCID BN02709105。
  - （原書）東京大学史料編纂所『大日本史料』第11編之1-13,別巻之1-2、東京大学、1961年。「国立国会図書館.ログインなしで閲覧可能」

## 関連著書
- 伊東マンショその生涯 天正少年遣欧使節首席（伊東マンショを語る会）
- 天正遣欧少年使節首席 伊東マンショ（企画：都於郡地域づくり協議会/漫画家：里見紀）
- 少年が歴史を開いた 伊東マンショ・その時代と生涯 （みやざき文庫）
- 《伊東マンショの肖像》の謎に迫る: 1585年のヴェネツィア（著：小佐野 重利）